# Downhill City
Downhill City és una pel·lícula en coproducció entre Finlàndia i Alemanya, dirigida l'any 1999 per Hannu Salonen. El 2000 rebé l'Angers European First Film Festival Berlín: una ciutat de contrastos, controvèrsia, començaments. Aquesta és la història de sis persones en aquest Berlín que està a punt de canviar radicalment les seves vides: Artsy el guitarrista finlandès que espera triomfar amb la seva música. Peggy se separa de Hans perquè ell només pensa en la seva carrera de boxejador. Sacha acaba de sortir de la presó i no sap ni tan sols on passar la nit. Fabian en realitat és escriptor, però sobreviu com a transportista d'una pizzeria i Doris vol trencar amb la rutina del seu matrimoni deambulant sense rumb per la ciutat. Els seus camins es creuen i es perden casualment. Tots intenten viure les seves idees de felicitat i d'amor. Pot ser, però no té per què sortir bé.